# Jerónimo de Cardia
Jerónimo de Cardia (354 a. C.-250 a. C.) fue un general e historiador griego, contemporáneo del rey macedonio Alejandro Magno.
Después de la muerte del rey, Jerónimo se mantuvo al lado de su amigo y compatriota Eumenes de Cardia. Posteriormente fue herido y capturado por Antígono, quien le perdonó la vida y lo nombró superintendente en la construcción de calzadas de asfalto en las proximidades del mar Muerto. También trabó amistad con el hijo de Antígono, Demetrio, quien le hizo polemarca de Tespias, y con Antígono Gónatas, en cuya corte murió a la edad de 104 años.
Escribió la historia de las luchas de los diádocos y sus descendientes, abarcando desde la muerte de Alejandro Magno hasta las guerras de Pirro de Epiro (323 a. C. - 272 a. C.), en las que se incluyen las Guerras Pírricas contra la República romana. Es por ello que es usado como fuente por historiadores, como Diodoro Sículo y también por Plutarco, para relatar la vida de Pirro.

Se aprovechó de los documentos oficiales y además era muy cuidadoso en sus investigaciones de los hechos. La simplicidad aparente de su estilo provocó que su trabajo fuera impopular entre los historiadores antiguos, pero los historiadores modernos consideran sus textos de muy buena calidad. En la última parte de su trabajo realizó una loable tentativa de dar a conocer a los griegos los personajes y la historia de la joven República romana. Pausanias le reprochó sus descripciones injustas de todos los reyes helenos, a excepción de la de Antígono Gónatas.
Ninguna cantidad significativa de su trabajo sobrevivió al final de la Edad Antigua. Como la historia, aún más famosa, perdida de Alejandro realizada por Ptolomeo I de Egipto, ni un libro o capítulo ha sido descubierto.